# Bruidsvlucht (boek)
Bruidsvlucht is een Nederlandse roman uit 2007 van Marieke van der Pol. In 2008 verschijnt de film Bruidsvlucht, gebaseerd op het boek.

## Inhoud
Het verhaal draait om drie jonge vrouwen die het benauwende Nederland van na de oorlog willen ontvluchten en een nieuw leven willen opbouwen in Nieuw-Zeeland. Zij bevinden zich aan boord van een vliegtuig dat deelneemt aan een luchtrace tussen Londen en Christchurch in Nieuw-Zeeland. Uiteindelijk wint de KLM-vlucht de race en in Nederland wordt deze vlucht omgedoopt in Bruidsvlucht. Gedurende de vlucht ontmoeten de jonge vrouwen de jongeman Frank die zonder bepaald doel meereist naar Nieuw-Zeeland. Geen van drie beseft dat deze Frank een belangrijke rol in hun leven zal gaan spelen. Centraal in dit verhaal staat de vraag of je kunt vluchten voor wie je bent.